# 경화여자English Business고등학교
경화여자English Business고등학교(京花女子잉글리시 비즈니스高等學校)는 대한민국 경기도 광주시 송정동에 있는 사립 고등학교이다.

## 학교 연혁
- 1975년 5월 30일 : 학교법인 동성학원설립 (설립자 김득연, 최진순 장로)
- 1975년 6월 1일 : 초대 김득연 이사장 취임
- 1977년 1월 28일 : 초대 현호경 교장 취임
- 1978년 11월 8일 : 경화여자상업고등학교 설립인가(12학급)
- 1979년 3월 6일 : 1979학년도 경화여자상업고등학교 개교 및 제1회 입학식 (243명)
- 1998년 3월 2일 : 경화여자정보산업고등학교로 교명 변경
- 2001년 3월 2일 : 경화여자고등학교로 교명 변경 및 학과 개편(일반계 30학급, 전문계 12학급)
- 2008년 3월 2일 : 경화여자 e비지니스 고등학교 분리 개교
- 2010년 4월 2일 : 교육과학기술부 선정 영어교육리더학교
- 2011년 3월 1일 : 경화여자English Business고등학교로 교명 변경
- 2011년 7월 15일 : 경기도 교육청 지정 특성화고교 (국제통상분야)
- 2017년 5월 1일 : 제5대 김철주 이사장 취임
- 2021년 3월 1일 : 제8대 유상규 교장 취임
- 2022년 7월 8일 : 학교개편 승인(공공행정사무과, 비즈니스영어과, 창업마케팅과)
- 2024년 1월 5일 : 제43회 졸업 108명(연인원 13,659명)
- 2024년 3월 4일 : 제46회 입학식 (5학급 113명)

## 설치 학과
- 비즈니스영어과
- 창업마케팅과
- 공공행정사무과

## 참고 자료
- 경화여자English Business고등학교 - 한국교육학술정보원 학교알리미